# Halfà
El halfà és una cultura arqueològica del Paleolític superior que va aparèixer fa al voltant de 22 000 anys al nord de l'actual Sudan, i es va perllongar fins fa 14 000 anys. La halfana és una de les primeres indústries de làmines amb dors conegudes al nord d'Àfrica i només el trobem al nord del Sudan; el seu homòleg egipci, que en tots els aspectes és similar, se'l coneix com a Kubbaniyan.
S'ha suggerit que el halfà estava relacionat amb la indústria iberomaurusiana al Magrib. Els primers registres d'ibero-maurità daten del voltant del 26.0-22.5 BP i no és clar quina de les dues cultures va aparèixer primer. Es creu que el halfà descendia de la cultura khormusana, la qual depenia de la caça especialitzada, la pesca i les tècniques de recol·lecció per a la supervivència.